# Chapitre de Saint-Adalbert
 (mars 2012).
Le chapitre de Saint-Adalbert (Sankt-Adalbertstift zu Aachen) est un chapitre de chanoines fondé à Aix-la-Chapelle par l'empereur Otton III du Saint-Empire aux dernières années de son règne[Quand ?].
Le chapitre est lié à l'église collégiale Sancti Alberti Aquensis familia, dédiée à saint Adalbert, ou Adalbert de Prague, martyrisé en Prusse-Orientale le 23 avril de l'an 997.

## Histoire

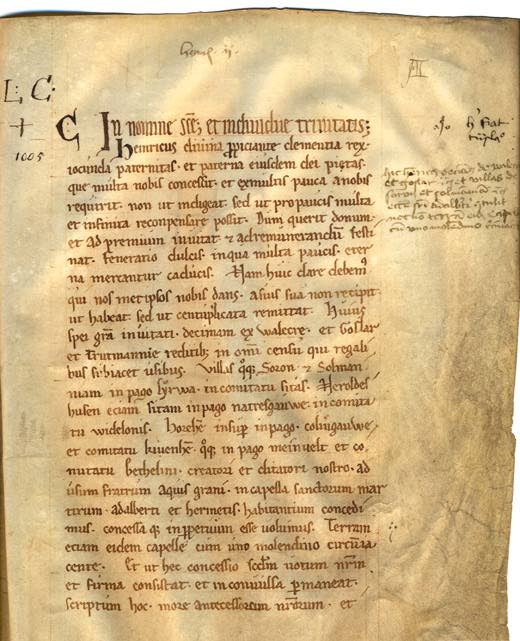
Charte de l'empereur Henri II du Saint-Empire

Le successeur d'Otton III du Saint-Empire, l'empereur Henri II du Saint-Empire, réalise son vœu et en 1005, le chapitre est fondé et l'église achevée. Il est fait donation par l'empereur Henri II des terres de Soiron et Olne le 13 août 1005 qui[Qui ?] en restent propriétaire jusqu'en 1802, date de sa suppression par les armées de la révolution. La Basilique est complètement détruite par le bombardement d'Aix-la-Chapelle le 14 juillet 1943 et est reconstruite en 1950.[précision nécessaire]

## L'avouerie
L'avouerie d'Aix-la-Chapelle dispose à Jupille d'une curia et de terres seigneuriales ; elle retire certains profits des produits de la pêche et des forêts et perçoit le cens dû par les mansionarii et les hestoï (ou hestoldi). Le domaine du chapitre d'Aix-la-Chapelle à Jupille compte donc 17 manses occupant vraisemblablement une superficie avoisinant 170 hectares (une manse fait de 10 à 15 ha) et plusieurs curtilia, tenures d'une surface moindre. Deux manses forment la réserve seigneuriale, un troisième est mis à la disposition du villicus. Pour 12 autres sont exigées des prestations en argent, en nature et en travail.[réf. nécessaire]